# Ready to Rumble
Ready to Rumble ist eine US-amerikanische Actionkomödie aus dem Jahr 2000 mit David Arquette und Scott Caan in den Hauptrollen. Sie spielt im Wrestling-Milieu.

## Handlung
Gordie Boggs und Sean Dawkins sind zwei verschrobene Vögel, wie sie im Buche stehen. Von ihren Mitmenschen zwar als ewige Verlierer abgestempelt, werden die beiden Fahrer eines Fäkalienlasters regelmäßig zu glühenden Wrestlingfans, wenn sie im Fernsehen die Stars der WCW schauen. Dabei hat es ihnen besonders der (fiktive) Athlet Jimmy King angetan, seines Zeichens Publikumsliebling und amtierender Schwergewichts-Champion. Als die Liga mit der Show „Monday Nitro“ in der Nähe gastiert, nehmen Gordie und Sean die Gelegenheit beim Schopfe, um ihren Star aus der Nähe zu betrachten und machen sich mit ihrem Laster auf den Weg zur Halle.
Was die beiden (und auch die Zuschauer am Fernsehschirm) aber nicht mitbekommen: hinter den Kulissen der WCW hat der Machtkampf begonnen. Obwohl alles abgesprochen ist, hintergeht der quotengierige Promoter Titus Sinclair den im wahren Leben selbstverliebten Jimmy King in dessen Titelmatch gegen Diamond Dallas Page. Page bekommt heimlich den Titel zugesprochen und sichert sich diesen unter Mithilfe etlicher Ringkollegen, die King im Ring vor den Augen aller Fans niederschlagen. Gordie und Sean, die ebenfalls im Publikum sitzen, sind entsetzt.
Nachdem sich bei ihnen der ersten Schock gelegt hat, beschließen beide, dass sie selbst etwas tun und Jimmy wieder an die Spitze der WCW zurückführen müssen. Nach langer Suche finden sie Jimmy endlich: aus- und abgebrannt vegetiert er in einer schäbigen Absteige vor sich hin und fürchtet die Rückkehr in den Ring genauso sehr wie die Konfrontation mit seiner Ex – Frau Eugenia. Gordie und Sean nehmen sich Kings an und trainieren ihn unter Mithilfe des alten Ringfuchses Sal Bandini, bis Jimmy endlich wieder der ist, der er früher war. Unterstützt werden die beiden dabei von Sasha, einer der Tänzerin der Showtruppe „Nitro Girls“, die mit Gordie eine Affäre beginnt.
Nach etlichen Stunden Arbeit ist Jimmy wieder fit und fordert während einer weiteren WCW-Show Page zu einem Titelmatch heraus, das dieser auch umgehend annimmt. Doch schon wenig später spielt Sinclair seinen letzten Trumpf aus: der Titelkampf zwischen King und Page wird als so genanntes „Triple Cage Match“ ausgetragen werden. Zum Gewinn muss der Kämpfer den Titelgürtel an sich bringen, der über drei pyramidenförmig aufgestellten Stahldrahtkäfigen an der Decke angebracht ist. Zusätzlich dürfen die Wrestler Gegenstände, die in den Käfigen aufgehängt sind, gegeneinander einsetzen.
Das Match findet bei einer Großveranstaltung statt und Jimmy hat einige Mühe sich durchzusetzen, da Sinclair alle Möglichkeiten ausnutzt, um seinem ehemaligen Schützling zu schaden. Unter anderem findet Gordie heraus, dass Sasha für Sinclair arbeitet und der Flirt nur dazu dienen sollte, die Fortschritte mit King zu sabotieren. Am Ende schafft es Jimmy King jedoch unter Mithilfe von Gordie und dem Wrestler Bill Goldberg, Page durch alle drei Käfige zu werfen und sich den verlorenen Schwergewichts – Titel zu sichern.
Jimmy ist wieder an der Spitze der WCW und versöhnt sich mit Eugenia, während Sean und Gordie als Helden gefeiert werden.

## Kritiken
Roger Ebert kritisierte in der Chicago Sun-Times vom 7. April 2000, Oliver Platt sei im Film fehlbesetzt.

## Auszeichnungen
Scott Workman wurde für einen Taurus Award nominiert.